# Vengaboys
Els Vengaboys són un grup holandès basat en Rotterdam. Nasqueren de la idea dels productors holandesos Wessel van Diepen i Dennis van den Driesschen (coneguts com a Danski i Delmundo), i gaudiren d'èxit comercial al final de la dècada dels 1990. Són especialment coneguts pels seus dos singles, "Boom, Boom, Boom, Boom!!" i "We're Going to Ibiza", que foren número u al Regne Unit, i "We Like to Party", que arribà al top 40 dels EUA. El grup està format per la vocalista líder Kim Sasabone, la vocalista Denise Pot-Van Rijswijk i els vocalistes masculins Robin Pors i Donny Latupeirissa. Han venut uns 25 milions de peces a tot el món. L'any 2001 foren guardonats amb el premi al grup dance amb més vendes de l'any pels World Music Awards.

## Discografia
- Up & Down (1998)
- The Party Album (1999)
- The Platinum Album (2000)